# رامون كالديرون
رامون كالديرون (بالإسبانية: Ramón Calderón) محامي ورئيس نادي ريال مدريد الإسباني سابقاً، ولد في 23 مارس 1951م في بالنثيا في إسبانيا. يعمل محامياً وتولى رئاسة النادي في 2 يوليو 2006م بعد فوزه ب 8344 صوتاً أمام خوان بلاثيوس.
كان أول موسم له مع ريال مدريد ناجحا حيث حصد فريق كرة القدم بطولة الدوري وحافظ عليها الموسم اللاحق، وفريق السلة حقق ثنائية الدوري وكأس الاتحاد الأوروبي.استقال في يناير 2009 بعد فضيحة إقحامه أفرادا ليسوا من الجمعية العمومية للنادي ليصوتوا لصالح أرائه، ولكن استطاع أن يضم للفريق نجوم مثل الهلوندي رود فان نستروي وهولندي شنايدر وهولندي روبن والبرتغالي بيبي وكاد أن يضم كريستيانو رونالدو ولكن انضم لاحقا للفريق في ويلاية فلورنتينو بيزير.

## حياته
كان كالديرون الرئيس السادس عشر لريال مدريد من 2 يوليو 2006 حتى 16 يناير 2009 ومديرًا للنادي أيضًا من 2001 إلى 2006. وكان أيضًا مديرًا للاتحاد الملكي الإسباني لكرة القدم (RFEF) ورئيسًا للجنة المئوية، أما عالميا فقد عين نائبًا لرئيس لجنة منافسات الأندية التابعة للاتحاد الأوروبي لكرة القدم ومديرًا للجنة كأس العالم للأندية كونه مشاركًا نشطًا وبارزًا ومتعاونًا مع الاتحاد الأوروبي لكرة القدم والفيفا. بصفته رئيسًا لريال مدريد فاز النادي ببطولتين في الدوري الإسباني وكأس السوبر الإسباني مرة واحدة.  قام بتعيين فابيو كابيلو كمدير في سنته الأولى وبيرند شوستر في السنة الثانية.  من بين وعوده أثناء الترشح للانتخابات شراء خدمات اللاعب آرين روبن من تشيلسي وسيسك فابريجاس من أرسنال وكاكا من ميلانو، لكنه نجح فقط في اقناع روبن بالإنضمام للفريق.
في 19 يوليو 2006 ، أعلن كالديرون أول تعاقدين له مع فابيو كانافارو وإيمرسون. وقع كلاهما من يوفنتوس الجديد مقابل ما يقدر بـ 20 مليون يورو.  وقع لاحقًا رود فان نيستلروي من مانشستر يونايتد ومهامادو ديارا من ليون ، بالإضافة إلى الوفاء بوعده بشراء روبن من تشيلسي. كما تم إبرام صفقة تبادل قرض لمدة عام مع انتقال خوسيه أنطونيو رييس من أرسنال إلى ريال مدريد مقابل جوليو بابتيستا.  قبل بداية موسم 2008-09 ، حاول كالديرون إحضار كريستيانو رونالدو إلى النادي ، لكنه فشل في ذلك حيث أراد اللاعب البقاء لمدة عام إضافي في مانشستر يونايتد.  أخيرًا ، في 12 ديسمبر 2008 ، تمكن من توقيع العقد مع اللاعب البرتغالي لمدة 6 سنوات بعد أن وافق على رسوم نقل بقيمة 94 مليون يورو مع يونايتد.
كان كالديرون مؤيدًا رئيسيًا وقوة دافعة وراء التحول الاجتماعي والمؤسسي للنادي. أثناء توليه المنصب عزز برامج المسؤولية الاجتماعية لريال مدريد بالإضافة إلى أنشطة مؤسسته (حيث هو حاليًا عضوًا في مجلس الإدارة) وافتتح العديد من الأكاديميات حول العالم لمساعدة الأطفال على تحسين حياتهم.  خلال فترة رئاسته رفع النادي مبيعاته بشكل كبير وضاعف عائداته من حقوق البث التلفزيوني، وكان أيضًا رئيسًا لجمعية وسطاء التأمين في مدريد ومؤسسًا لجمعية سمسرة التأمين الإسبانية. عمل كالديرون أيضًا كعضو أو سكرتير مجلس إدارة في العديد من الشركات الوطنية والدولية.  يعمل حاليًا في مكتب المحاماة الخاص به في مدريد حيث كان يمارس مهنته لمدة 40 عامًا ، ويشارك بانتظام في برامج التلفزيون والراديو لكرة القدم في إسبانيا وخارجها (beIN Sports و BBC و Sky Sports و Talksport و ESPN و SiriuxRadio و Newsweek وغيرها.)
في 16 يناير 2009 وبعد ضغوط عديدة استقال كالديرون من منصب رئيس ريال مدريد بعد مزاعم بالتلاعب في التصويت لتأكيد الميزانية المالية.